# 6 uur van Silverstone 2016
De 6 uur van Silverstone 2016 was de eerste race van het FIA World Endurance Championship-seizoen 2016. De race werd verreden op 17 april 2016 op Silverstone nabij Silverstone in het Verenigd Koninkrijk.
De race werd gewonnen door de Porsche Team #2 van Romain Dumas, Neel Jani en Marc Lieb. De LMP1 privé-klasse werd gewonnen door de Rebellion Racing #13 van Alexandre Imperatori, Dominik Kraihamer en Mathéo Tuscher. De LMP2-klasse werd gewonnen door de RGR Sport by Morand #43 van Filipe Albuquerque, Ricardo González en Bruno Senna. De LMGTE Pro-klasse werd gewonnen door de AF Corse #71 van Sam Bird en Davide Rigon. De LMGTE Am-klasse werd gewonnen door de AF Corse #83 van Rui Águas, Emmanuel Collard en François Perrodo.

## Kwalificatie
Tijden vetgedrukt betekent de snelste tijd in die klasse.
| Pos. | Klasse     | No. | Team                      | Tijd      | Grid |
| ---- | ---------- | --- | ------------------------- | --------- | ---- |
| 1    | LMP1       | 7   | Audi Sport Team Joest     | 1:53.204  | 1    |
| 2    | LMP1       | 8   | Audi Sport Team Joest     | 1:53.308  | 2    |
| 3    | LMP1       | 1   | Porsche Team              | 1:54.150  | 3    |
| 4    | LMP1       | 2   | Porsche Team              | 1:54.266  | 4    |
| 5    | LMP1       | 6   | Toyota Gazoo Racing       | 1:58.200  | 5    |
| 6    | LMP1       | 5   | Toyota Gazoo Racing       | 2:00.109  | 6    |
| 7    | LMP1 privé | 4   | ByKolles Racing Team      | 2:08.332  | 7    |
| 8    | LMP2       | 26  | G-Drive Racing            | 2:08.479  | 8    |
| 9    | LMP2       | 31  | Extreme Speed Motorsports | 2:09.632  | 9    |
| 10   | LMP2       | 43  | RGR Sport by Morand       | 2:10.295  | 10   |
| 11   | LMP2       | 27  | SMP Racing                | 2:10.627  | 11   |
| 12   | LMP2       | 37  | SMP Racing                | 2:11.023  | 12   |
| 13   | LMP2       | 45  | Manor                     | 2:11.893  | 13   |
| 14   | LMP2       | 36  | Signatech Alpine          | 2:12.221  | 14   |
| 15   | LMGTE Pro  | 71  | AF Corse                  | 2:12.440  | 15   |
| 16   | LMP2       | 44  | Manor                     | 2:13.105  | 16   |
| 17   | LMP2       | 42  | Strakka Racing            | 2:13.729  | 17   |
| 18   | LMGTE Pro  | 77  | Dempsey-Proton Racing     | 2:13.822  | 18   |
| 19   | LMGTE Pro  | 66  | Ford Chip Ganassi Team UK | 2:14.475  | 19   |
| 20   | LMP2       | 35  | Baxi DC Racing Alpine     | 2:14.863  | 20   |
| 21   | LMGTE Am   | 88  | Abu Dhabi-Proton Racing   | 2:15.102  | 21   |
| 22   | LMGTE Pro  | 67  | Ford Chip Ganassi Team UK | 2:17.367  | 22   |
| 23   | LMGTE Am   | 78  | KCMG                      | 2:17.399  | 23   |
| 24   | LMGTE Am   | 50  | Larbre Compétition        | 2:18.344  | 24   |
| 25   | LMGTE Am   | 86  | Gulf Racing               | 2:19.084  | 25   |
| 26   | LMGTE Am   | 83  | AF Corse                  | 2:20.131  | 26   |
| 27   | LMP2       | 30  | Extreme Speed Motorsports | 2:20.410  | 27   |
| 28   | LMGTE Pro  | 97  | Aston Martin Racing       | 2:21.091  | 28   |
| 29   | LMGTE Pro  | 95  | Aston Martin Racing       | 2:22.252  | 29   |
| 30   | LMGTE Am   | 98  | Aston Martin Racing       | 2:23.005  | 30   |
| 31   | LMP1 privé | 12  | Rebellion Racing          | 2:07.841  | 31   |
| 32   | LMGTE Pro  | 51  | AF Corse                  | 2:11.589  | 32   |
| 33   | LMP1 privé | 13  | Rebellion Racing          | Geen tijd | 33   |

## Uitslag
Winnaars in hun klasse zijn vetgedrukt; LMP1 is rood, LMP2 is blauw, LMGTE Pro is groen en LMGTE Am is oranje.
| Pos. | Klasse     | No. | Team                      | Coureurs                                                 | Chassis                        | Banden | Ronden | Tijd/Reden        |
| Pos. | Klasse     | No. | Team                      | Coureurs                                                 | Motor                          | Banden | Ronden | Tijd/Reden        |
| ---- | ---------- | --- | ------------------------- | -------------------------------------------------------- | ------------------------------ | ------ | ------ | ----------------- |
| 1    | LMP1       | 2   | Porsche Team              | Romain Dumas Neel Jani Marc Lieb                         | Porsche 919 Hybrid             | M      | 194    | 6:01:53.028       |
| 1    | LMP1       | 2   | Porsche Team              | Romain Dumas Neel Jani Marc Lieb                         | Porsche 2.0 L Turbo V4         | M      | 194    | 6:01:53.028       |
| 2    | LMP1       | 6   | Toyota Gazoo Racing       | Mike Conway Kamui Kobayashi Stéphane Sarrazin            | Toyota TS050 Hybrid            | M      | 193    | +1 ronde          |
| 2    | LMP1       | 6   | Toyota Gazoo Racing       | Mike Conway Kamui Kobayashi Stéphane Sarrazin            | Toyota 2.4 L Turbo V6          | M      | 193    | +1 ronde          |
| 3    | LMP1 privé | 13  | Rebellion Racing          | Alexandre Imperatori Dominik Kraihamer Mathéo Tuscher    | Rebellion R-One                | D      | 183    | +11 ronden        |
| 3    | LMP1 privé | 13  | Rebellion Racing          | Alexandre Imperatori Dominik Kraihamer Mathéo Tuscher    | AER P60 2.4 L Turbo V6         | D      | 183    | +11 ronden        |
| 4    | LMP1 privé | 12  | Rebellion Racing          | Nick Heidfeld Nelson Piquet jr. Nicolas Prost            | Rebellion R-One                | D      | 181    | +13 ronden        |
| 4    | LMP1 privé | 12  | Rebellion Racing          | Nick Heidfeld Nelson Piquet jr. Nicolas Prost            | AER P60 2.4 L Turbo V6         | D      | 181    | +13 ronden        |
| 5    | LMP2       | 43  | RGR Sport by Morand       | Filipe Albuquerque Ricardo González Bruno Senna          | Ligier JS P2                   | D      | 179    | +15 ronden        |
| 5    | LMP2       | 43  | RGR Sport by Morand       | Filipe Albuquerque Ricardo González Bruno Senna          | Nissan VK45DE 4.5 L V8         | D      | 179    | +15 ronden        |
| 6    | LMP2       | 31  | Extreme Speed Motorsports | Chris Cumming Ryan Dalziel Pipo Derani                   | Ligier JS P2                   | D      | 179    | +15 ronden        |
| 6    | LMP2       | 31  | Extreme Speed Motorsports | Chris Cumming Ryan Dalziel Pipo Derani                   | Nissan VK45DE 4.5 L V8         | D      | 179    | +15 ronden        |
| 7    | LMP2       | 26  | G-Drive Racing            | Nathanaël Berthon René Rast Roman Roesinov               | Oreca 05                       | D      | 179    | +15 ronden        |
| 7    | LMP2       | 26  | G-Drive Racing            | Nathanaël Berthon René Rast Roman Roesinov               | Nissan VK45DE 4.5 L V8         | D      | 179    | +15 ronden        |
| 8    | LMP2       | 36  | Signatech Alpine          | Nicolas Lapierre Gustavo Menezes Stéphane Richelmi       | Alpine A460                    | D      | 178    | +16 ronden        |
| 8    | LMP2       | 36  | Signatech Alpine          | Nicolas Lapierre Gustavo Menezes Stéphane Richelmi       | Nissan VK45DE 4.5 L V8         | D      | 178    | +16 ronden        |
| 9    | LMP2       | 42  | Strakka Racing            | Jonny Kane Nick Leventis Danny Watts                     | Gibson 015S                    | D      | 177    | +17 ronden        |
| 9    | LMP2       | 42  | Strakka Racing            | Jonny Kane Nick Leventis Danny Watts                     | Nissan VK45DE 4.5 L V8         | D      | 177    | +17 ronden        |
| 10   | LMP2       | 45  | Manor                     | Richard Bradley Roberto Merhi Matt Rao                   | Oreca 05                       | D      | 177    | +17 ronden        |
| 10   | LMP2       | 45  | Manor                     | Richard Bradley Roberto Merhi Matt Rao                   | Nissan VK45DE 4.5 L V8         | D      | 177    | +17 ronden        |
| 11   | LMP2       | 35  | Baxi DC Racing Alpine     | David Cheng Nelson Panciatici Ho-Pin Tung                | Alpine A460                    | D      | 176    | +18 ronden        |
| 11   | LMP2       | 35  | Baxi DC Racing Alpine     | David Cheng Nelson Panciatici Ho-Pin Tung                | Nissan VK45DE 4.5 L V8         | D      | 176    | +18 ronden        |
| 12   | LMP2       | 37  | SMP Racing                | Kirill Ladygin Vitali Petrov Viktor Shaytar              | BR Engineering BR01            | D      | 176    | +18 ronden        |
| 12   | LMP2       | 37  | SMP Racing                | Kirill Ladygin Vitali Petrov Viktor Shaytar              | Nissan VK45DE 4.5 L V8         | D      | 176    | +18 ronden        |
| 13   | LMP2       | 30  | Extreme Speed Motorsports | Ed Brown Johannes van Overbeek Scott Sharp               | Ligier JS P2                   | D      | 175    | +19 ronden        |
| 13   | LMP2       | 30  | Extreme Speed Motorsports | Ed Brown Johannes van Overbeek Scott Sharp               | Nissan VK45DE 4.5 L V8         | D      | 175    | +19 ronden        |
| 14   | LMP1 privé | 4   | ByKolles Racing Team      | James Rossiter Simon Trummer Oliver Webb                 | CLM P1/01                      | D      | 172    | +22 ronden        |
| 14   | LMP1 privé | 4   | ByKolles Racing Team      | James Rossiter Simon Trummer Oliver Webb                 | AER P60 2.4 L Turbo V6         | D      | 172    | +22 ronden        |
| 15   | LMP2       | 27  | SMP Racing                | Maurizio Mediani Nicolas Minassian                       | BR Engineering BR01            | D      | 171    | +23 ronden        |
| 15   | LMP2       | 27  | SMP Racing                | Maurizio Mediani Nicolas Minassian                       | Nissan VK45DE 4.5 L V8         | D      | 171    | +23 ronden        |
| 16   | LMP1       | 5   | Toyota Gazoo Racing       | Sébastien Buemi Anthony Davidson Kazuki Nakajima         | Toyota TS050 Hybrid            | M      | 170    | +24 ronden        |
| 16   | LMP1       | 5   | Toyota Gazoo Racing       | Sébastien Buemi Anthony Davidson Kazuki Nakajima         | Toyota 2.4 L Turbo V6          | M      | 170    | +24 ronden        |
| 17   | LMGTE Pro  | 71  | AF Corse                  | Sam Bird Davide Rigon                                    | Ferrari 488 GTE                | M      | 167    | +27 ronden        |
| 17   | LMGTE Pro  | 71  | AF Corse                  | Sam Bird Davide Rigon                                    | Ferrari F154CB 3.9 L Turbo V8  | M      | 167    | +27 ronden        |
| 18   | LMGTE Pro  | 51  | AF Corse                  | Gianmaria Bruni James Calado                             | Ferrari 488 GTE                | M      | 166    | +28 ronden        |
| 18   | LMGTE Pro  | 51  | AF Corse                  | Gianmaria Bruni James Calado                             | Ferrari F154CB 4.0 L Turbo V8  | M      | 166    | +28 ronden        |
| 19   | LMGTE Pro  | 95  | Aston Martin Racing       | Marco Sørensen Nicki Thiim Darren Turner                 | Aston Martin Vantage GTE       | D      | 166    | +28 ronden        |
| 19   | LMGTE Pro  | 95  | Aston Martin Racing       | Marco Sørensen Nicki Thiim Darren Turner                 | Aston Martin 4.5 L Turbo V8    | D      | 166    | +28 ronden        |
| 20   | LMGTE Pro  | 67  | Ford Chip Ganassi Team UK | Marino Franchitti Andy Priaulx Harry Tincknell           | Ford GT                        | M      | 165    | +29 ronden        |
| 20   | LMGTE Pro  | 67  | Ford Chip Ganassi Team UK | Marino Franchitti Andy Priaulx Harry Tincknell           | Ford EcoBoost 3.5 L Turbo V6   | M      | 165    | +29 ronden        |
| 21   | LMGTE Pro  | 66  | Ford Chip Ganassi Team UK | Billy Johnson Stefan Mücke Olivier Pla                   | Ford GT                        | M      | 165    | +29 ronden        |
| 21   | LMGTE Pro  | 66  | Ford Chip Ganassi Team UK | Billy Johnson Stefan Mücke Olivier Pla                   | Ford EcoBoost 3.5 L Turbo V6   | M      | 165    | +29 ronden        |
| 22   | LMGTE Am   | 83  | AF Corse                  | Rui Águas Emmanuel Collard François Perrodo              | Ferrari 458 Italia GT2         | M      | 163    | +31 ronden        |
| 22   | LMGTE Am   | 83  | AF Corse                  | Rui Águas Emmanuel Collard François Perrodo              | Ferrari 4.5 L V8               | M      | 163    | +31 ronden        |
| 23   | LMGTE Am   | 98  | Aston Martin Racing       | Paul Dalla Lana Pedro Lamy Mathias Lauda                 | Aston Martin Vantage GTE       | D      | 162    | +32 ronden        |
| 23   | LMGTE Am   | 98  | Aston Martin Racing       | Paul Dalla Lana Pedro Lamy Mathias Lauda                 | Aston Martin 4.5 L V8          | D      | 162    | +32 ronden        |
| 24   | LMGTE Am   | 50  | Larbre Compétition        | Pierre Ragues Paolo Ruberti Yutaka Yamagishi             | Chevrolet Corvette C7.R        | M      | 161    | +33 ronden        |
| 24   | LMGTE Am   | 50  | Larbre Compétition        | Pierre Ragues Paolo Ruberti Yutaka Yamagishi             | Chevrolet LT5.5 5.5 L V8       | M      | 161    | +33 ronden        |
| 25   | LMGTE Pro  | 77  | Dempsey-Proton Racing     | Michael Christensen Richard Lietz                        | Porsche 911 RSR                | M      | 154    | +40 ronden        |
| 25   | LMGTE Pro  | 77  | Dempsey-Proton Racing     | Michael Christensen Richard Lietz                        | Porsche 4.0 L Flat-6           | M      | 154    | +40 ronden        |
| 26   | LMGTE Am   | 78  | KCMG                      | Joël Camathias Wolf Henzler Christian Ried               | Porsche 911 RSR                | M      | 154    | +40 ronden        |
| 26   | LMGTE Am   | 78  | KCMG                      | Joël Camathias Wolf Henzler Christian Ried               | Porsche 4.0 L Flat-6           | M      | 154    | +40 ronden        |
| 27   | LMGTE Am   | 88  | Abu Dhabi-Proton Racing   | Klaus Bachler David Heinemeier Hansson Khaled Al Qubaisi | Porsche 911 RSR                | M      | 153    | +41 ronden        |
| 27   | LMGTE Am   | 88  | Abu Dhabi-Proton Racing   | Klaus Bachler David Heinemeier Hansson Khaled Al Qubaisi | Porsche 4.0 L Flat-6           | M      | 153    | +41 ronden        |
| DNF  | LMGTE Pro  | 97  | Aston Martin Racing       | Fernando Rees Richie Stanaway                            | Aston Martin Vantage GTE       | D      | 151    | Motor             |
| DNF  | LMGTE Pro  | 97  | Aston Martin Racing       | Fernando Rees Richie Stanaway                            | Aston Martin 4.5 L Turbo V8    | D      | 151    | Motor             |
| DNF  | LMP2       | 44  | Manor                     | Tor Graves James Jakes Will Stevens                      | Oreca 05                       | D      | 129    | Aandrijving       |
| DNF  | LMP2       | 44  | Manor                     | Tor Graves James Jakes Will Stevens                      | Nissan VK45DE 4.5 L V8         | D      | 129    | Aandrijving       |
| DNF  | LMP1       | 1   | Porsche Team              | Timo Bernhard Brendon Hartley Mark Webber                | Porsche 919 Hybrid             | M      | 70     | Ongeluk           |
| DNF  | LMP1       | 1   | Porsche Team              | Timo Bernhard Brendon Hartley Mark Webber                | Porsche 2.0 L Turbo V4         | M      | 70     | Ongeluk           |
| DNF  | LMP1       | 8   | Audi Sport Team Joest     | Loïc Duval Lucas di Grassi Oliver Jarvis                 | Audi R18                       | M      | 69     | Elektrisch        |
| DNF  | LMP1       | 8   | Audi Sport Team Joest     | Loïc Duval Lucas di Grassi Oliver Jarvis                 | Audi TDI 4.0 L Turbo Diesel V6 | M      | 69     | Elektrisch        |
| DNF  | LMGTE Am   | 86  | Gulf Racing               | Ben Barker Adam Carroll Michael Wainwright               | Porsche 911 RSR                | M      | 56     | Ongeluk           |
| DNF  | LMGTE Am   | 86  | Gulf Racing               | Ben Barker Adam Carroll Michael Wainwright               | Porsche 4.0 L Flat-6           | M      | 56     | Ongeluk           |
| DSQ  | LMP1       | 7   | Audi Sport Team Joest     | Marcel Fässler André Lotterer Benoît Tréluyer            | Audi R18                       | M      | 194    | Gediskwalificeerd |
| DSQ  | LMP1       | 7   | Audi Sport Team Joest     | Marcel Fässler André Lotterer Benoît Tréluyer            | Audi TDI 4.0 L Turbo Diesel V6 | M      | 194    | Gediskwalificeerd |

## Tussenstanden na wedstrijd
LMP (coureurs)
| Pos | Coureur                                               | Punten |
| --- | ----------------------------------------------------- | ------ |
| 1   | Romain Dumas Neel Jani Marc Lieb                      | 25     |
| 2   | Mike Conway Kamui Kobayashi Stéphane Sarrazin         | 18     |
| 3   | Alexandre Imperatori Dominik Kraihamer Mathéo Tuscher | 15     |
| 4   | Nick Heidfeld Nelson Piquet jr. Nicolas Prost         | 12     |
| 5   | Filipe Albuquerque Ricardo González Bruno Senna       | 10     |

LMP1 (constructeurs)
| Pos | Team    | Punten |
| --- | ------- | ------ |
| 1   | Toyota  | 33     |
| 2   | Porsche | 25     |
| 3   | Audi    | 1      |

GTE (coureurs)
| Pos | Coureur                                        | Punten |
| --- | ---------------------------------------------- | ------ |
| 1   | Sam Bird Davide Rigon                          | 26     |
| 2   | Gianmaria Bruni James Calado                   | 18     |
| 3   | Marco Sørensen Nicki Thiim Darren Turner       | 15     |
| 4   | Marino Franchitti Andy Priaulx Harry Tincknell | 12     |
| 5   | Billy Johnson Stefan Mücke Olivier Pla         | 10     |

GTE (constructeurs)
| Pos | Constructeur | Punten |
| --- | ------------ | ------ |
| 1   | Ferrari      | 44     |
| 2   | Ford         | 22     |
| 3   | Aston Martin | 21     |
| 4   | Porsche      | 6      |

GT Pro (teams)
| Pos | Nr | Team                      | Punten |
| --- | -- | ------------------------- | ------ |
| 1   | 71 | AF Corse                  | 26     |
| 2   | 51 | AF Corse                  | 18     |
| 3   | 95 | Aston Martin Racing       | 15     |
| 4   | 67 | Ford Chip Ganassi Team UK | 12     |
| 5   | 66 | Ford Chip Ganassi Team UK | 10     |

LMP1 privé (coureurs)
| Pos | Coureur                                               | Punten |
| --- | ----------------------------------------------------- | ------ |
| 1   | Alexandre Imperatori Dominik Kraihamer Mathéo Tuscher | 25     |
| 2   | Nick Heidfeld Nelson Piquet jr. Nicolas Prost         | 18     |
| 3   | James Rossiter Simon Trummer Oliver Webb              | 15     |

LMP1 privé (teams)
| Pos | Nr | Team                 | Punten |
| --- | -- | -------------------- | ------ |
| 1   | 13 | Rebellion Racing     | 25     |
| 2   | 12 | Rebellion Racing     | 18     |
| 3   | 4  | ByKolles Racing Team | 15     |

LMP2 (coureurs)
| Pos | Coureur                                            | Punten |
| --- | -------------------------------------------------- | ------ |
| 1   | Filipe Albuquerque Ricardo González Bruno Senna    | 25     |
| 2   | Chris Cumming Ryan Dalziel Pipo Derani             | 18     |
| 3   | Nathanaël Berthon René Rast Roman Roesinov         | 16     |
| 4   | Nicolas Lapierre Gustavo Menezes Stéphane Richelmi | 12     |
| 5   | Jonny Kane Nick Leventis Danny Watts               | 10     |

LMP2 (teams)
| Pos | Nr | Team                      | Punten |
| --- | -- | ------------------------- | ------ |
| 1   | 43 | RGR Sport by Morand       | 25     |
| 2   | 31 | Extreme Speed Motorsports | 18     |
| 3   | 26 | G-Drive Racing            | 16     |
| 4   | 36 | Signatech Alpine          | 12     |
| 5   | 42 | Strakka Racing            | 10     |

GTE Am (coureurs)
| Pos | Coureur                                                  | Punten |
| --- | -------------------------------------------------------- | ------ |
| 1   | Rui Águas Emmanuel Collard François Perrodo              | 25     |
| 2   | Paul Dalla Lana Pedro Lamy Mathias Lauda                 | 18     |
| 3   | Pierre Ragues Paolo Ruberti Yutaka Yamagishi             | 15     |
| 4   | Joël Camathias Wolf Henzler Christian Ried               | 12     |
| 5   | Klaus Bachler David Heinemeier Hansson Khaled Al Qubaisi | 11     |

GTE Am (teams)
| Pos | Nr | Team                    | Punten |
| --- | -- | ----------------------- | ------ |
| 1   | 83 | AF Corse                | 25     |
| 2   | 98 | Aston Martin Racing     | 18     |
| 3   | 50 | Larbre Compétition      | 15     |
| 4   | 78 | KCMG                    | 12     |
| 5   | 88 | Abu Dhabi-Proton Racing | 11     |